# 香川県警察部
香川県警察部（かがわけんけいさつぶ）は、戦前の内務省監督下の香川県が設置した府県警察部であり、香川県内を管轄区域とする。
1948年（昭和23年）3月6日に廃止となり、香川県警察部は国家地方警察香川県本部と高松市警察などの自治体警察に再編されることになった。

## 沿革
- 1888年（明治21年）12月　愛媛県より香川県が分離。香川県庁に香川県警察本部を設置。
- 1890年（明治23年）10月　香川県警察部に改称。
- 1905年（明治38年）4月　香川県第四部に改称。
- 1907年（明治40年）7月　香川県警察部に改称。
- 1928年（昭和3年）7月　特別高等警察課を設置。
- 1945年（昭和20年）10月　特別高等警察が廃止。

## 組織
1927年（昭和2年）時点
- 警務課
- 高等警察課
- 保安課
- 刑事課
- 衛生課

## 警察署
1927年（昭和2年）時点
- 三本松警察署
- 長尾警察署
- 志度警察署
- 平井警察署
- 土庄警察署
- 草壁警察署
- 高松警察署
- 仏生山警察署
- 坂出警察署
- 瀧宮警察署
- 丸亀警察署
- 多度津警察署
- 善通寺警察署
- 琴平警察署
- 高瀬警察署
- 観音寺警察署
- 豊浜警察署

## 歴代部長
| 代 | 官職名                 | 氏名       | 就任日         | 退任日         | 前職                                          | 後職                            | 備考                     |
| -- | ---------------------- | ---------- | -------------- | -------------- | --------------------------------------------- | ------------------------------- | ------------------------ |
| 1  | 警部長 警察本部長      | 寺田祐之   | 1888年12月4日  | 1890年10月11日 | 非職山梨県警部長                              | -                               |                          |
| 1  | 警部長 警察部長        | 寺田祐之   | 1890年10月11日 | 1892年11月30日 | -                                             | 広島県警部長                    |                          |
| 2  | 警部長 警察部長        | 榊原以徳   | 1892年11月30日 | 1895年5月17日  | 東京地方裁判所判事                            | 兵庫県警部長                    |                          |
| 3  | 警部長 警察部長        | 西沢正太郎 | 1895年5月17日  | 1895年9月7日   | 新潟県参事官 内務部第一課長兼第三課長         | 香川県書記官                    |                          |
| 4  | 警部長 警察部長        | 石原健三   | 1895年9月7日   | 1896年12月2日  | 大阪府参事官 内務部第一課長兼第五課長         | 岐阜県書記官                    |                          |
| 5  | 警部長 警察部長        | 松井茂     | 1896年12月2日  | 1898年2月7日   | 警視庁警視 四谷警察署長                       | 内務事務官                      |                          |
| 6  | 警部長 警察部長        | 高木忠雄   | 1898年2月7日   | 1900年4月27日  | 群馬県警部長                                  | 島根県警部長                    |                          |
| 7  | 警部長 警察部長        | 白上俊一   | 1900年4月27日  | 1901年8月20日  | 島根県警部長                                  | 石川県警部長                    |                          |
| 8  | 警部長 警察部長        | 黒河内良   | 1901年8月20日  | 1904年5月26日  | 秋田県警部長                                  | 休職                            |                          |
| 9  | 警部長 警察部長        | 尾崎勇次郎 | 1904年5月26日  | 1905年4月19日  | 福島県警部長                                  | -                               |                          |
| 9  | 事務官 第四部長 警務長 | 尾崎勇次郎 | 1905年4月19日  | 1905年8月3日   | -                                             | 樺太民政署事務官                |                          |
| 10 | 事務官 第四部長 警務長 | 和田潤     | 1905年8月3日   | 1907年7月13日  | 北海道庁警視 警務課長兼衛生課長               | 島根県事務官・警察部長          |                          |
| 11 | 事務官 警察部長 警務長 | 神西由太郎 | 1907年7月13日  | 1908年3月30日  | 長野県事務官・第四部長                        | 休職                            |                          |
| 12 | 事務官 警察部長 警務長 | 川越壮介   | 1908年3月30日  | 1910年10月1日  | 鳥取県事務官・警察部長                        | 奈良県事務官・内務部長          |                          |
| 13 | 事務官 警察部長 警務長 | 上田万平   | 1910年10月1日  | 1912年12月30日 | 北海道庁事務官・第二部長                      | 農商務省参事官                  |                          |
| 14 | 事務官 警察部長 警務長 | 日比重雅   | 1912年12月30日 | 1913年6月13日  | 奈良県事務官 庶務課長兼学務課長               | -                               |                          |
| 14 | 警察部長               | 日比重雅   | 1913年6月13日  | 1915年7月1日   | -                                             | 和歌山県警察部長                |                          |
| 15 | 警察部長               | 岩元禧     | 1915年7月1日   | 1918年7月1日   | 神奈川県理事官・視学官                        | 島根県警察部長                  |                          |
| 16 | 警察部長               | 中野邦一   | 1918年7月1日   | 1920年9月30日  | 愛知県理事官 官房主事兼学務課長兼社寺兵事課長 | 岡山県警察部長                  |                          |
| 17 | 警察部長               | 後藤多喜蔵 | 1920年9月30日  | 1921年10月7日  | 滋賀県警察部長                                | 岡山県警察部長                  |                          |
| 18 | 警察部長               | 大西一郎   | 1921年10月7日  | 1922年9月16日  | 兵庫県理事官 学務課長兼官房主事               | 朝鮮総督府 事務官兼参事官       |                          |
| 19 | 警察部長               | 稲葉俊太郎 | 1922年9月16日  | 1923年8月21日  | 神奈川県事務官 学務部特殊財産管理課長         | 宮城県警察部長                  |                          |
| 20 | 警察部長               | 石垣倉治   | 1923年8月21日  | 1924年6月27日  | 福岡県産業部長                                | 鹿児島県内務部長                |                          |
| 21 | 警察部長               | 双川喜一   | 1924年6月27日  | 1924年12月20日 | 富山県理事官 農林課長                         | -                               |                          |
| 21 | 書記官 警察部長        | 双川喜一   | 1924年12月20日 | 1925年9月17日  | -                                             | 大分県書記官・警察部長          |                          |
| 22 | 書記官 警察部長        | 早川三郎   | 1925年9月17日  | 1927年5月17日  | 埼玉県視学官 学務課長兼社会課長               | 岡山県書記官                    |                          |
| 23 | 書記官 警察部長        | 安原舜一   | 1927年5月17日  | 1928年1月10日  | 鳥取県書記官・警察部長                        | 高知県書記官・学務部長          |                          |
| 24 | 書記官 警察部長        | 山口織之進 | 1928年1月10日  | 1929年7月8日   | 元岩手県警察部長                              | 休職                            |                          |
| 25 | 書記官 警察部長        | 福島繁三   | 1929年7月8日   | 1930年6月7日   | 滋賀県書記官・警察部長                        | 青森県書記官・内務部長          |                          |
| 26 | 書記官 警察部長        | 留岡幸男   | 1930年6月7日   | 1931年12月24日 | 栃木県書記官・学務部長                        | 千葉県書記官・学務部長          |                          |
| 27 | 書記官 警察部長        | 近藤壌太郎 | 1931年12月24日 | 1932年6月30日  | 群馬県書記官・警察部長                        | 高知県書記官・警察部長          |                          |
| 28 | 書記官 警察部長        | 中村四郎   | 1932年6月30日  | 1935年1月19日  | 高知県書記官・警察部長                        | 警視庁衛生部長                  |                          |
| 29 | 書記官 警察部長        | 越野菊雄   | 1935年1月19日  | 1936年4月25日  | 神奈川県社会課長                              | 大分県書記官・経済部長          |                          |
| 30 | 書記官 警察部長        | 宮脇参三   | 1936年4月25日  | 1936年12月21日 | 秋田県書記官・経済部長                        | 内閣東北局書記官 兼調査局調査官 |                          |
| 31 | 書記官 警察部長        | 野村儀平   | 1936年12月21日 | 1938年1月11日  | 北海道庁警視 特別高等警察課長                 | 警視庁部長                      |                          |
| 32 | 書記官 警察部長        | 和田寛     | 1938年1月11日  | 1941年1月8日   | 埼玉県書記官・学務部長                        | 京都府書記官・学務部長          |                          |
| 33 | 書記官 警察部長        | 清水芳一   | 1941年1月8日   | 1941年8月28日  | 高知県書記官・学務部長                        | 内務事務官                      |                          |
| 34 | 書記官 警察部長        | 下村鉄男   | 1941年8月28日  | 1942年11月1日  | 台湾総督府事務官 保安課長                     | 静岡県官房長                    |                          |
| 35 | 部長 警察部長          | 浅野三郎   | 1942年11月1日  | 1944年8月2日   | 宮崎県書記官・経済部長                        | 千葉県部長・経済第二部長        |                          |
| 36 | 部長 警察部長          | 細谷喜一   | 1944年8月2日   | 1945年10月13日 | 千葉県部長・経済第二部長                      | 休職                            |                          |
| 37 | 部長 警察部長          | 高畠資吉   | 1945年10月13日 | 1945年10月27日 | -                                             | -                               | 兼任 本職:香川県内政部長 |
| 38 | 部長 警察部長          | 滝野好暁   | 1945年10月27日 | 1946年4月1日   | 東京都教育局 学徒動員課長                     | -                               |                          |
| 38 | 地方事務官 警察部長    | 滝野好暁   | 1946年4月1日   | 1946年7月      | -                                             | 東京戦災復興院総務課長          |                          |
| 39 | 地方事務官 警察部長    | 稲毛新     | 1946年7月3日   | 1947年3月      | 大臣官房                                      | 熊本県経済部長                  |                          |
| 40 | 地方事務官 警察部長    | 宮地直邦   | 1947年3月      | 1948年1月26日  | 福岡県警備課長                                | 総理庁内事局 第二局管理課長     |                          |
| 41 | 地方事務官 警察部長    | 杉本守義   | 1948年2月5日   | 1948年3月6日   | 総理庁内事局警備課                            | 香川県警察長                    |                          |

## 主な事件
- 伏石事件
- 榎井村事件